# Karl Heinz Rechinger
Karl Heinz Rechinger, född 16 oktober 1906 i Wien, Österrike, död 30 december 1998 i Wien, var en österrikisk fytogeograf och botaniker, som var professor i botanik vid Wiens universitet och invaldes som utländsk ledamot av svenska Vetenskapsakademien 1971.
Auktorsnamnet Rech.f. kan användas för Karl Heinz Rechinger i samband med ett vetenskapligt namn inom botaniken; se Wikipediaartiklar som länkar till auktorsnamnet.

## Biografi
Rechinger var son till Dr Karl Rechinger, då assistent vid institutionen för botanik i Imperial Natural History Museum, och Rosa Elisabeth (Lily) Rechinger. Han växte upp i en välbärgade wiensk familj omgiven av konst, musik och vetenskap och i det prestigefyllda Schottengymnasiet i Wien. Viktigt var att hans far introducerade honom för botanik, provsamling och hur man noggrant observerar naturen - aktiviteter som skulle forma hans liv och karriär.
Han följde med sin far på botaniska exkursioner kring Wien och lärde sig att bereda och handha artexemplar, tolka etiketter och identifiera handstil för material som de hämtat hem till ett litet privat herbarium i sitt hus.
Rechinger gifte sig två gånger och fick två barn med sin första hustru Frida.  Han gick i pension 1971 men blev döv på ålderns höst och avled den 30 december 1998.

## Karriär och vetenskapligt arbete
Rechinger studerade botanik, geografi och geologi vid Universitetet i Wien. Under denna tid började han skriva en avhandling som reviderade en del av släktet Rumex och arbetade också som betald doktorand under handledning av Richard Wettstein i Wiens institut för botanik. Han tog sin filosofie doktorsexamen den 15 maj 1931. Trots en ekonomisk lågkonjunktur fortsatte han att arbeta vid institutionen för botanik i frivilliga eller lågavlönade roller efter att han tagit sin examen.
I början av 1930-talet genomförde Rechinger många botaniska utflykter till Kroatien, Grekland och f.d. Jugoslavien. Även om han bara var i slutet av 20-åren blev han snabbt expert på balkanhalvöns flora, efter att ha gjort omfattande insamlingar från de flesta länder i området. År 1937 utnämndes han till tillförordnad vetenskaplig assistent vid Naturhistoriska museet i Wien, där han arbetade i nästan 35 år fram till sin pensionering 1971. Rechinger var museets chef från 1961 till 1971 och under hela denna ämbetstid fortsatte han att utföra botaniskt arbete. Han reste mycket i Iran, där han samlade ett imponerande antal artexemplar. Han mötte och utbytte också idéer med framstående samtida som Heinrich Carl Haussknecht och Joseph Friedrich Nicolaus Bornmüller. Efter Anschluss, då Nazityskland 1938 annekterade Österrike, sändes han till grundläggande militär utbildning, innan han fick arbeta som kontorist.
Allierade flygräder mot Berlin resulterade i en nästan fullständig förstörelse av botaniska museet Berlin-Dahlem, och ledde också till evakuering av artexemplar från Naturhistoriska museet i Wien. Rechinger var inte inblandad i evakueringen av exemplaren, men museet var tomt när han återvände från militärtjänsten. Som en ödets nyck blev hans tillfälliga tjänst på Naturhistoriska museet permanent 1943.
Efter kriget fortsatte han att arbeta på Naturhistoriska museet och skrev också flera artiklar, bland annat "Phytogeographia aegea". I denna uppsats föreslog han införande av en fytogeografisk gräns mellan Europa och Asien, vilken sedan dess har blivit känd som "Rechingers linje". År 1953 reste Rechinger till USA på ett Fulbright-stipendium, där han arbetade i tre månader på herbariet i New York Botanical Garden med släktet Rumex. 
Han gav också viktiga bidrag om floran som är endemisk i sydvästra Asien och Grekland, med erkännande för sitt arbete om Flora Iranica och som författare till Flora Aegaea. Som taxonom beskrev han många arter av växter.
Rechinger var också lektor i botanik vid Wiens universitet och var 1956–1957 gästprofessor i Bagdad, där han grundade ett herbarium. Han valdes 1971 till ledamot av Kungliga Vetenskapsakademien.

### Botaniska artexemplar
Botaniska artexemplar som samlats in av Rechinger finns på herbarier runt om i världen, såsom National Herbarium of Victoria vid Royal Botanic Gardens Victoria, Harvard University Herbaria och Naturhistoriska riksmuseet.

## Utmärkelser och hedersbetygelser
- Hedersdoktor vid Lunds universitet

[Redigera Wikidata]
Lavsläktet Rechingeria, svampsläktet Rechingeriella, växtskatten Androcymbium rechingeri, Carthamus rechingeri, Centaurea rechingeri, Erysimum rechingeri, Campanula rechingeri, Paronychia rechingeri, Euphorbia rechingeri, Onosma kaheirei , Trifolium rechingeri, Stipa rechingeri, Trisetum rechingeri och landsnigeln Albinaria rechingeri är uppkallade till hans ära. Han samlade också reptiler på sina resor, varav två arter och en underart som namngavs efter honom; Elaphe rechingeri (nu behandlad som synonymt med Elaphe quatuorlineata), Eirenis rechingeri och Podacris erhardii rechingeri.